# Гази-Баба (община)
Община Гази-Баба (мак. Општина Гази Баба) — община в Північній Македонії. Община є адміністративною одиницею-мікрорайоном столиці країни — Скоп'є, розташована на півночі Македонії, Скопський статистично-економічний регіон, з населенням 72 617 мешканців, які проживають на площі 110,86 км².